# 不動寺 (安中市)
不動寺（ふどうじ）は、群馬県安中市松井田町松井田にある真言宗豊山派の寺院である。山号は龍本山（りゅうほんざん）、院号は松井田院（まついだいん）。本尊は千手観音菩薩である。寺紋は甲斐武田家と関わりが深かったことから武田菱紋となっている。

## 歴史
寛元元年（1243年）、下野薬師寺の慈猛上人が不動明王像を安置したことに始まるとされる。ある夜、神龍が庭の老松を上り、翌朝松の下から清水が湧いていたことから龍本山松井田院を号し、松井田の地名の由来となったという。
鎌倉時代、建仁・元久年間には北条時政の帰依を受け、租税を免じられたという。
戦国時代の元亀年間には武田信玄の信仰を得た。江戸時代、慶安元年（1648年）には3代将軍徳川家光から、朱印地89石6斗余を拝領し、本山移転寺、常法談林として栄え、往時は脇寺・末寺計17ヶ寺を有する大寺であった。
安永2年（1773年）松井田の大火で本堂ほか伽藍が焼失した。
本堂は文政2年（1819年）、不動堂は嘉永2年（1849年）の建築。

## 指定文化財
群馬県指定重要文化財

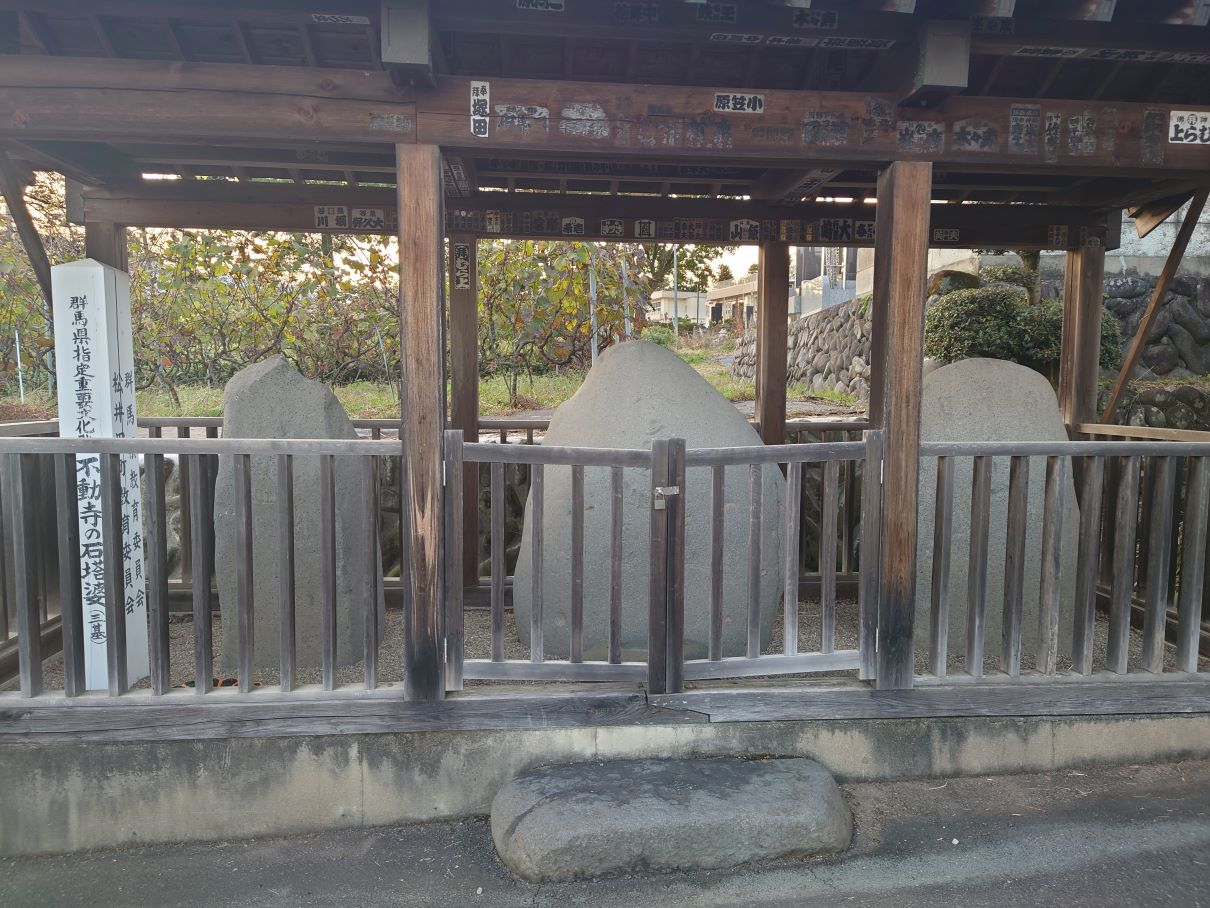
石塔婆（群馬県指定重要文化財）

- 石塔婆（昭和30年11月8日指定[5]） - 仁王門前の参道に3基が並ぶ。安山岩の自然石を利用したもので、異形板碑に分類される。3碑とも観応3年（1352年）の紀年銘がある。南碑には「見性」、中央碑には「時正」、北碑には「圓観」の名があるが、同時代に元弘の乱に関与して陸奥国に配流された円観と同一人物かは不明[6]。
- 不動寺木彫不動明王像（昭和33年8月1日指定[5]） - 台座に由来を記した元禄15年（1702年）の銘があるが、本像は鎌倉時代の作と推定される。像高26.2センチメートルの寄木作り[7]。
- 不動寺の仁王門（昭和33年8月1日指定[5][7]） - 元和から寛永期（1624年 - 1644年）の建築と推定され、欄間彫刻は安土桃山様式[8]。

## 寺宝
- 千手観音菩薩（本尊）　伝：行基作
- 不動明王（木彫） 　　　県指定重文
- 仁王門 　　　　　　　　県指定重文
- 不動明王像3幅対
- 石塔婆（3基）　　　　県指定重文
- 葵紋付護摩器一式
- 弘法大師筆心経
- 武田家朱印状（2通）
- 後北条家書状（2通）
- 徳川家朱印状（10通）
- 他、古文書多数

## 札所・霊場
- 関東八十八ヵ所霊場　　　第二番[9]
- 北関東三十六不動尊霊場　第四番[10]
- 上州三十三観音霊場　　　第二十一番

## 周辺
- 安中市立松井田小学校
- 松井田八幡宮
- 群馬県立松井田高等学校
- 安中市立松井田中学校
- 松井田駅
- 松井田城跡